# 효정왕후
효정왕후 홍씨(孝定王后 洪氏, 1831년 2월 22일(음력 1월 22일) ~ 1903년 12월 20일(음력 11월 15일))는 조선의 제24대 왕 헌종(憲宗)의 계비(繼妃)이다.
본관은 남양(南陽). 정식 시호는 명헌숙경예인정목홍성장순정휘장소단희수현의헌강수유령자온공안효정왕후(明憲淑敬睿仁正穆弘聖章純貞徽莊昭端禧粹顯懿獻康綏裕寧慈溫恭安孝定王后)이며 돈령부영사(敦寧府領事) 홍재룡(洪在龍)의 딸이다.

## 생애
1831년 3월 6일(음력 1월 22일) 태어나 1844년, 헌종의 정비(正妃)인 효현왕후가 승하하자 헌종의 계비로써 중궁에 책봉되었으나 5년 뒤인 1849년에 남편 헌종이 승하하고 철종이 즉위하자 19세의 어린 나이로 대비(大妃)가 되었다. 1857년 시조모 대왕대비 순원왕후가 승하하자 왕대비(王大妃)가 되었다. 왕대비가 된 뒤 소생 없이 생활하는 무료함을 달래기 위하여 대비인 철인왕후와 함께 어린 궁녀를 대비전에서 돌보았었는데 이 아이가 조선의 마지막 궁녀인 천일청(千一淸) 상궁이다.
1863년, 철종이 승하하고 고종이 즉위하자 홍성(弘聖)의 존호가 가상되었고 1890년, 대왕대비인 신정왕후가 승하하자 왕실의 최고 어른이 되었다.  대한제국이 개국하면서 왕태후에 책봉되었다. 1904년 1월 2일(음력 1903년 11월 15일) (광무 7), 경운궁 수인당에서 73세의 나이로 붕어하였다. 능은 경기도 구리시 동구릉 내에 위치한 경릉으로 남편인 헌종과 정비인 효현왕후와 함께 안장되어 있으며 조선왕조의 왕릉 중에서 유일하게 삼연릉(三連陵)의 방식으로 조성되어 있다.
대왕대비, 왕대비에 이어 세 번째 등급에 해당하는 대비(大妃)시절에 받은 명헌(明憲)이란 존호 때문에 일부 자료에서는 그녀를 명헌왕후(明憲王后)로 부르기도 하나, 그녀의 왕후로서의 정확한 시호는 효정왕후(孝定王后)이다. 다만 실제로 대한제국 개창 후 명헌태후(明憲太后)로 불린 적이 있다.
헌종과 사이에 공주를 낳았으나 일찍 죽었다.

## 가족 관계
본가 남양 홍씨(南陽 洪氏)
- 증조부 : 홍병채(洪秉寀)
  - 조부 : 공조판서 증 영의정 헌간공 홍기섭(工曹判書 贈 領議政 獻簡公 洪耆燮, 1781~1866)
  - 조모 : 덕수 장씨(德水 張氏) - 대사간 장지면(大司諫 張至冕, 1743~?)의 딸.
    - 아버지 : 익풍부원군 증 영의정 익헌공 홍재룡(益豊府院君 贈 領議政 翼獻公 洪在龍, 1794~1863)

  - 외조부 : 예조판서 안광직(禮曹判書 安光直, 1775~1861)
  - 외조모 : 증 정경부인 연안 이씨(贈 貞敬夫人 延安 李氏, 1774~1795)
  - 생 외조모 : 증 정경부인 문화 유씨(贈 貞敬夫人 文化 柳氏, 1777~1840) - 유석종(柳碩宗)의 딸.
    - 어머니 : 연창부부인 죽산 안씨(延昌府夫人 竹山 安氏, ?~1883)
      - 동생 : 예조판서 홍종석(禮曹判書 洪鍾奭, 1834~1870)
      - 동생 : 홍종선(洪鍾譱)

왕가(王家 : 전주 이씨)
- 시조부 : 제23대 순조숙황제(純祖肅皇帝, 1790~1834)
- 시조모 : 순원숙황후 김씨(純元肅皇后 金氏, 1789~1857)
  - 시아버지 : 문조익황제(文祖翼皇帝, 1809~1830) - 대한제국 추존황제
  - 시어머니 : 신정익황후 조씨(神貞翼皇后 趙氏, 1808~1890) - 대한제국 추존황후
    - 남편 : 제24대 헌종성황제(憲宗成皇帝, 1827~1849) - 대한제국 추존황제

## 같이 보기
- 대비
- 왕대비
- 황태후

| 전임 효현왕후 | 조선 역대 왕후 1844년 ~ 1849년 | 후임 철인왕후 |